# Logan Elm Village (Ohio)
Logan Elm Village es un lugar designado por el censo ubicado en el condado de Pickaway, Ohio, Estados Unidos. Según el censo de 2020, tiene una población de 1045 habitantes.
En este caso, a todos los efectos prácticos, la zona es un barrio de la ciudad de Circleville.

## Geografía
Está ubicado en las coordenadas 39°34′13″N 82°56′48″O / 39.57028, -82.94667 (39.570229, -82.94668). Según la Oficina del Censo de los Estados Unidos, tiene una superficie total de 0.94 km² de tierra y 0.0002 km² de agua.

## Demografía
Según el censo de 2020, hay 1045 personas residiendo en la zona. La densidad de población es de 1111.7 hab./km². El 94.64% de los habitantes son blancos, el 0.96% son afroamericanos, el 0.10% es amerindio, el 1.44% son asiáticos, el 0.10% es de otra raza y el 2.78% son de una mezcla de razas. Del total de la población, el 0.96% son hispanos o latinos de cualquier raza.